# Heteroatom

Atom tlenu w cząsteczce furanu - przykład heteroatomu.

Heteroatom (z greki heteros - różny, + atomos) - to w nomenklaturze chemii organicznej określenie dowolnego atomu, znajdującego się w cząsteczce związku organicznego, którym nie jest węgiel lub wodór. Zwykle określenie to odnosi się do azotu, tlenu, siarki lub fosforu.